# Cupa Mitropa 1938
Ediția a XII-a, 1938, a Cupei Mitropa au adus unele schimbări fără precedent privind participarea echipelor austriece. Din cauza invaziei germane și anexării Austriei la Regatul German cluburile austriece nu au mai participat. Pentru a completa numărul de 16 echipe, comitetul de organizare al Cupei Mitropa a stabilit să participe cele mai bune patru echipe din campionatele Italiei, Cehoslovaciei și Ungariei și cele mai bune două echipe din campionatele Iugoslaviei și României.
Competiția a fost câștigată de Slavia Praga după ce a învins în finală pe  Ferencvaros Budapesta cu scorul general de 4-2. Golgheterul ediției a fost atacantul clubului Slavia Praga Josef Bican marcând 10 goluri.

## Echipele participante pe națiuni
| Italia                            | Juventus Torino Milan Football Club Genova 1893 Circolo del Calcio AS Ambrosiana-Inter Milano  |
| Ungaria                           | Ferencvaros TC Budapesta Ujpest TE Budapesta FC MTK Hungaria Budapesta Kispest Athlétikai Club |
| Protectoratul Boemiei și Moraviei | AC Sparta Praga Slavia Praga Sportovní Klub Kladno SK Zedenice                                 |
| Iugoslavia                        | OFK Belgrad HŠK Građjanski Zagreb                                                              |
| România                           | FC Ripensia Timișoara FC Rapid București                                                       |

## Primul tur
| Echipa 1           | Scor gen. | Echipa 2        | Tur | Retur |
| ------------------ | --------- | --------------- | --- | ----- |
| Kladno             | 5–2       | Građanski       | 3–1 | 2–1   |
| Židenice           | 3–4       | Ferencváros     | 3–1 | 0–3   |
| Genoa              | 5–3       | Sparta Prague   | 4–2 | 1–1   |
| Beogradski SK      | 3–5       | Slavia Prague   | 2–3 | 1–2   |
| Hungária MTK       | 4–9       | Juventus        | 3–3 | 1–6   |
| Újpest             | 4–5       | Rapid București | 4–1 | 0–4   |
| Ambrosiana Inter   | 5–3       | Kispest         | 4–2 | 1–1   |
| Ripensia Timișoara | 4–3       | Milan           | 3–0 | 1–3   |

## Sferturi de finală
| Echipa 1      | Scor gen. | Echipa 2           | Tur | Retur |
| ------------- | --------- | ------------------ | --- | ----- |
| Ferencváros   | 9–5       | Ripensia Timișoara | 5–4 | 4–1   |
| Juventus      | 6–3       | Kladno             | 4–2 | 2–1   |
| Slavia Prague | 10–3      | Ambrosiana Inter   | 9–0 | 1–3   |
| Genoa         | 4–2       | Rapid București    | 3–0 | 1–2   |

## Semifinale
| Echipa 1 | Scor gen. | Echipa 2      | Tur | Retur |
| -------- | --------- | ------------- | --- | ----- |
| Genoa    | 4–6       | Slavia Prague | 4–2 | 0–4   |
| Juventus | 3–4       | Ferencváros   | 3–2 | 0–2   |

## Finala
| Echipa 1      | Scor gen. | Echipa 2    | Tur | Retur |
| ------------- | --------- | ----------- | --- | ----- |
| Slavia Prague | 4–2       | Ferencváros | 2–2 | 2–0   |

| Slavia Prague         | 2–2 | Ferencváros         |
| --------------------- | --- | ------------------- |
| Bican 36' Simunek 44' |     | Kemeny 30' Kiss 63' |

| Ferencváros | 0–2 | Slavia Prague            |
| ----------- | --- | ------------------------ |
|             |     | Vytlacil 57' Simunek 71' |

## Golgeterii Ediției a XII-a Cupa Mitropa 1938
| Loc | Jucător           | Club                      | Nr. Goluri |
| --- | ----------------- | ------------------------- | ---------- |
| 1   | / Josef Bican     | SK Slavia Praga           | 10         |
| 2   | Gyorgy Sarosi\|   | Ferencvaros TC Budapesta  | 7          |
| 3   | Rudolf Vytlacil   | Slavia Praga              | 6          |
| 4   | Silviu Bindea     | Ripensia Timișoara        | 5          |
| 4   | František Kloz    | SK Kladno                 | 5          |
| 4   | Geza Toldi        | Ferencvaros TC Budapesta  | 5          |
| 7   | Istvan Kardos     | FC MTK Hungaria Budapesta | 4          |
| 7   | Guglielmo Gabetto | Juventus Torino           | 4          |
| 7   | Vaclav Horak      | SK Slavia Praga           | 4          |